# Roskovec
Roskovec – miasto w Albanii, w okręgu Fier.